# Otto Lasch
Otto Lasch (ur. 25 lipca 1893 w Pless, zm. 29 kwietnia 1971 w Bonn) – generał Wehrmachtu, dowódca LXIV Korpusu Armijnego.
Uczestnik I wojny światowej. Po wojnie należał do Freikorps w Lyck. W okresie międzywojennym pracował w niemieckiej policji. Od 1935 r. w Wehrmachcie.
Dowódca piechoty podczas ataku III Rzeszy na ZSRR. W kwietniu 1945 r. kierował obroną Königsbergu.

## Odznaczenia
- Krzyż Żelazny II Klasy (5 października 1914)[2]
- Krzyż Żelazny I Klasy (2 lipca 1916)[2]
- Krzyż Honorowy dla Walczących na Froncie[2]
- Odznaka za Służbę w Heer[2]
  - IV Klasy
  - III Klasy
  - II Klasy
  - I Klasy
- Okucie Ponownego Nadania Krzyża Żelaznego II Klasy (14 września 1939)[2]
- Okucie Ponownego Nadania Krzyża Żelaznego I Klasy (24 października 1939)[2]
- Anerkennungsurkunde des Oberbefehlshabers des Heeres (3 lipca 1941)[2]
- Krzyż Rycerski Krzyża Żelaznego (17 lipca 1941)[2]
- Srebrna Odznaka za Rany (10 października 1941)[2]
- Odznaka Szturmowa Piechoty (9 lipca 1942)[2]
- Medal za Kampanię Zimową na Wschodzie 1941/1942 (14 sierpnia 1942)[2]
- Liście Dębu do Krzyża Rycerskiego (10 września 1944)[2]
- Wspomnienie w Wehrmachtbericht (1 lipca 1941, 2 lipca 1942, 12 kwietnia 1945)[2]